# Dermatose ocupacional
A dermatose ocupacional é uma doença da pele de trabalhadores que em sua jornada de trabalho estão em contato com agentes e produtos físicos e químicos que causam alergia e irritação. A melhor maneira de prevenção dessa doença é através do uso de luvas que impeçam o contato agressivo com esses agentes. As dermatoses ocupacionais ou dermatites de contato são visíveis em locais de trabalho que usam solvente, óleos minerais, cimento, cal e outros.
A pele está sujeita a uma grande quantidade de doenças como resultado da falta de asseio agravada por fatores ligados à idade, ao sexo, ambiente de moradia, trabalho e transporte, e outras condições. Esses males, que constituem o grupo das dermatoses, são principalmente as piodermites, que são infecções inflamatórias diretamente provocadas por bactérias nas diversas camadas da pele, além de certas verminoses e micoses. Resultam de contágio e são transmissíveis por contato, sendo mais frequentemente incidentes durante a época mais quente e úmida do ano.
As Dermatoses Ocupacionais (DO) são quaisquer alterações da pele, mucosa e anexos, direta ou indiretamente causada, condicionada, mantida ou agravada por agentes presentes na atividade laboral ou no ambiente de trabalho.

## Epidemiologia
A epidemiologia das DO é difícil devido ao elevado número de subnotificações, pela subdiagnostificação da doença e pela falha no processo de notificação.
Nos países desenvolvidos as DOs correspondem a cerca de 60% das doenças laborais, sendo os agente químicos com quadros mais prevalentes e frequentes, destas 90% são dermatites de contato (DC).
No ambiente de trabalho a dermatite de contato irritativa (DCI) é mais comum que a dermatite de contato alérgica (DCA) na proporção de 4:1,5 e as mãos são as áreas mais atingidas pela DC, isso devido a manipulação de substâncias, excesso de umidade e atrito sofrido por esta região. Apesar do baixo risco de morte, o desconforto é enorme devido ao prurido, ferimentos, traumas, alterações estéticas e funcionais que interferem na vida social.
A prevalência do câncer cutâneo ocupacional é pouco estudado, pela dificuldade de se estabelecer o nexo causal (exposição fora do trabalho, tempo de latência grande, utilização de vários agentes químicos).

## Etiopatogenia
As DOs podem ser definidas pelas causas indiretas como idade, etnia, gênero, antecedentes mórbidos e doenças concomitantes, fatores ambientais, clima, temperatura, umidade, hábitos de vida e higiene. Ou por causas diretas como agentes biológicos, físicos, químicos ou mecânicos agindo sobre o tecido, produzindo ou agravando uma dermatose preexistente.
O processo inflamatório da DCI se inicia quando o agente (álcalis, ácidos e solventes), em contato com a pele, provoca a lesão da camada córnea, com aumento da permeabilidade e entrada de produtos que lesam os queratinócitos, produzindo citocinas inflamatórias que estimulam outras células. Na DCA, a reação inflamatória é do tipo imunológico IV (imunidade celular) em três fases: a) indução, imunização ou sensibilização; b) elicitação ou desencadeamento; c) resolução (término da reação inflamatória).

## Classificação
Dermatites de contato: As lesões surgem após exposição à substância irritante, sucessivas ou não, restritas às áreas de contato. As lesões ocorrem de acordo com a frequência e a duração da exposição. A DCI pode ser causada por irritante relativo ]ou absoluto e facilita o desencadeamento da reação alérgica. O irritante relativo induz ao aparecimento gradual de lesões após sucessivas exposições, ao passo que o absoluto leva ao aparecimento imediato de lesões. A DCA pode surgir de forma abrupta após contato prévio com o sensibilizante. A cada reexposição, a intensidade e a extensão das lesões podem piorar e surgir mais rapidamente.

## Diagnóstico
É muito importante observar inicialmente o quadro clínico com o histórico de exposição ocupacional, local das lesões em áreas de contato com agentes suspeitos, se há melhora com o afastamento e piora com o retorno ao trabalho. Posteriormente, parte-se para um diagnóstico laboratorial, sendo que o teste de contato permite fazer a diferenciação entre dermatite de contato alérgica (DCA) e dermatite de contato irritativa (DCI). Tendo em vista que as dermatites de contato ocupacionais são as mais comuns, o principal teste laboratorial efetuado é realizado com a colocação de substâncias que são padronizadas, comumente na região dorsal, com leituras após 48 e 96 horas. Tem como objetivo
validar o diagnóstico clínico, identificar quais são os agentes causais e cumprir com funções médico-legais.

## Tratamento
O tratamento tópico consiste em uso de adstringentes em estágios de vesículas e exsudação a partir de compressas ou imersão em solução salina normal, água boricada ou pergamato de potássio, secando as lesões em 3 dias; uso de emolientes como vaselina, cold cream, creme lanette para recuperar a função de barreira da pele, reduzir o ressecamento e o prurido, através de banho morno, sem bucha e com sabonete suave; e corticóides tópicos onde a concentração, potência e veículo vão depender de outros fatores. Usa-se então: cremes ou loções para lesões exsudativas; creme, gel ou loção para áreas pilosas ou flexoras; ou pomadas para lesões secas e crônicas. Situações como atrofias cutâneas, telangiectasias, púrpura, estrias podem ter efeitos adversos ao uso de corticóides. 
Se houver recidiva pode se tratar de disseminação ou infecção secundária: bacteriana ou fúngica; quando usado no rosto, dermatite perioral ou acne rosácea; sensibilização à fórmula ou ao próprio corticóide ou; supressão ao eixo adrenal em seu uso sistêmico podendo aparecer manifestações cushingóides.Além disso, cuidados higiênicos locais para prevenir a infecção secundária.
O tratamento sistêmico é feito com anti-histamínicos sistêmicos ou corticoterapia sistêmica em casos mais extensos; afastamento da exposição; e em infecção secundária antibiótico sistêmico ou tópico, dependendo da extensão das lesões.

## Prevenção
Abaixo está o conceito de prevenção estabelecido pelo Ministério da Saúde do Brasil: "Significa avaliar o ambiente de trabalho, para conhecer riscos potenciais e reais para o trabalhador e propor medidas que neutralizem esses riscos. O conhecimento do risco real e do risco potencial implica em esforços que visem sua neutralização. Os riscos devem ser avaliados de acordo com a atividade executada porque sabemos que a função de cada trabalhador na atividade pode exigir processos diferentes da prevenção (MINISTÉRIO DA SAÚDE DO BRASIL, 2006, p.53). "
A política de prevenção aos casos de dermatoses ocupacionais deve fazer parte da empresa, com o intuito de buscar qualificar os trabalhadores, verificar o ambiente de trabalho e supervisionar o uso correto dos EPIs. A prevenção pode ser divida em três níveis:  Prevenção Primária: Visa cuidar da saúde do trabalhador. Esta é uma avaliação do local de trabalho, dos equipamentos e do treinamento dos trabalhadores.   
Prevenção Secundária: neste nível as doenças de pele que afetam os trabalhadores têm sido identificadas através de inspeções regulares e tratadas precocemente.
Prevenção Terciária: lesão do trabalhador ou sensibilidade a certas substâncias presentes no ambiente de trabalho. Nesse caso, é necessário retirá-los do ambiente provocador, realizar exame clínico e tratamento adequado.